# Station Céroux-Mousty
Station Céroux-Mousty is een spoorwegstation langs spoorlijn 140 (Ottignies - Marcinelle) in Céroux-Mousty, een deelgemeente van de gemeente Ottignies-Louvain-la-Neuve. Het is nu een stopplaats.

## Galerij

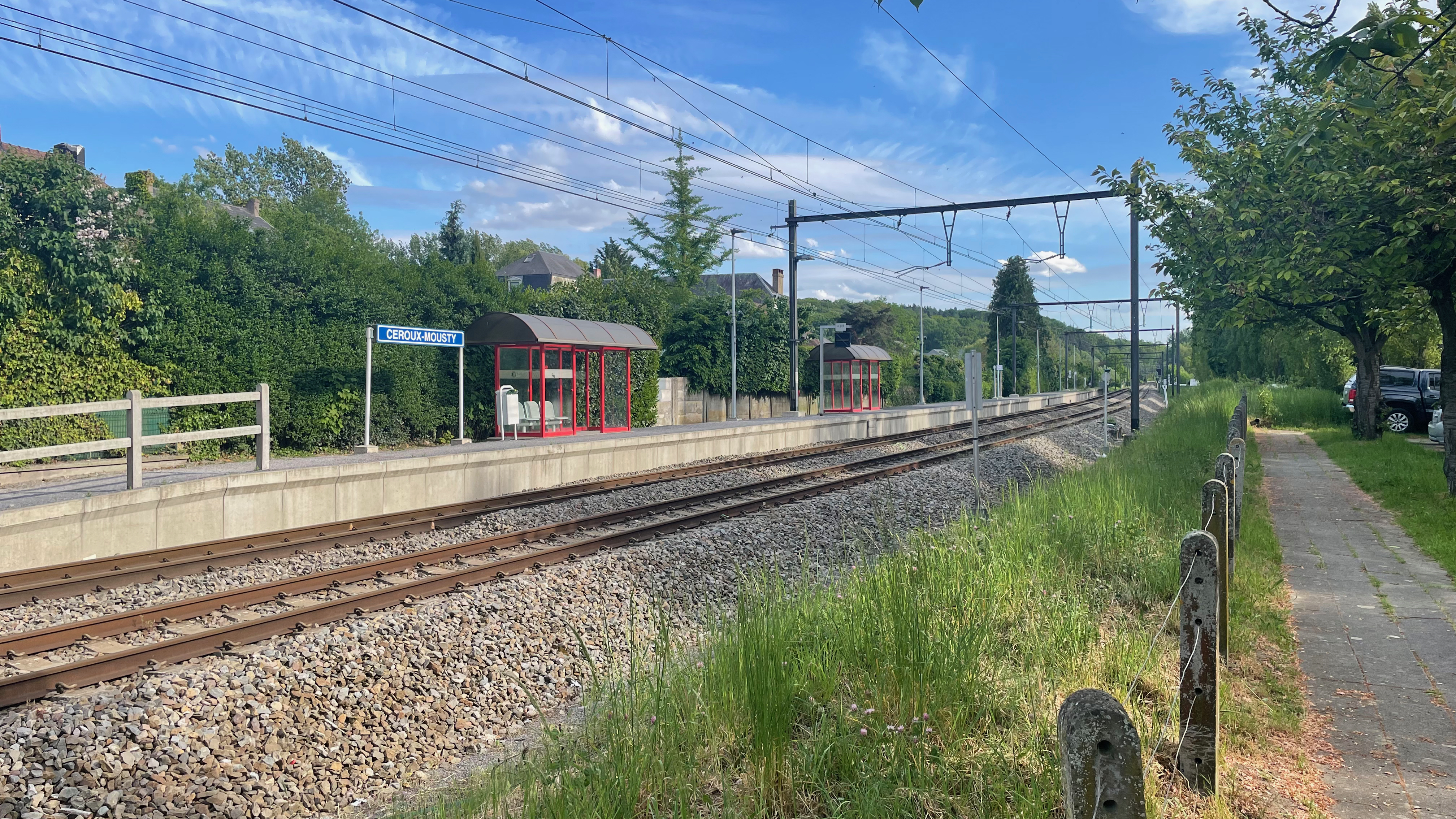
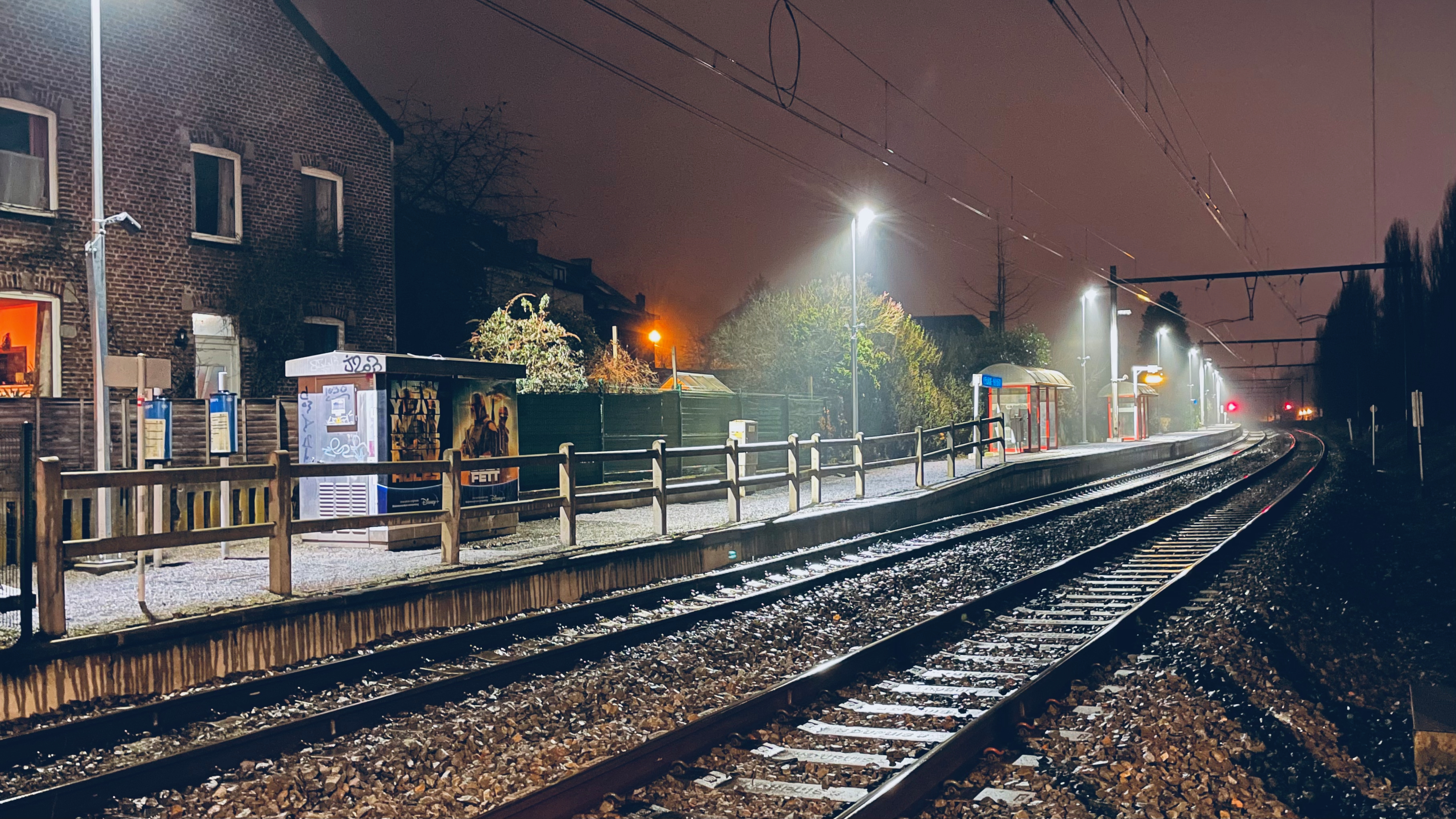

## Treindienst
| Serie       | Treinsoort               | Route                                                                  | Bijzonderheden                                            |
| ----------- | ------------------------ | ---------------------------------------------------------------------- | --------------------------------------------------------- |
| S 61        | S-trein Charleroi (NMBS) | Waver – Céroux-Mousty – Charleroi-Centraal – Jambes                    | Rijdt in de week 2×/u tussen Jambes - Charleroi-Centraal. |
| P 7750/8750 | Piekuurtrein (NMBS)      | [ Erquelinnes – ] / [ Ottignies – Céroux-Mousty – ] Charleroi-Centraal | Rijdt alleen op werkdagen.                                |

## Reizigerstellingen
De grafiek en tabel geven het gemiddeld aantal instappende reizigers weer op een week-, zater- en zondag.
| Tabel: aantal instappende reizigers station Céroux-Mousty | Tabel: aantal instappende reizigers station Céroux-Mousty | Tabel: aantal instappende reizigers station Céroux-Mousty | Tabel: aantal instappende reizigers station Céroux-Mousty |
|                                                           | Weekdag                                                   | Zaterdag                                                  | Zondag                                                    |
| --------------------------------------------------------- | --------------------------------------------------------- | --------------------------------------------------------- | --------------------------------------------------------- |
| 1977                                                      | 218                                                       | 43                                                        | 29                                                        |
| 1978                                                      | 124                                                       | 61                                                        | 7                                                         |
| 1979                                                      | 294                                                       | 72                                                        | 26                                                        |
| 1980                                                      | 195                                                       | 44                                                        | 44                                                        |
| 1981                                                      | 125                                                       | 24                                                        | 11                                                        |
| 1982                                                      | 138                                                       | 31                                                        | 20                                                        |
| 1983                                                      | 97                                                        | 10                                                        | 8                                                         |
| 1984                                                      | 64                                                        | 27                                                        | 19                                                        |
| 1985                                                      | 80                                                        | 27                                                        | 22                                                        |
| 1986                                                      | 85                                                        | 28                                                        | 20                                                        |
| 1987                                                      | 126                                                       | 40                                                        | 15                                                        |
| 1988                                                      | 110                                                       | 27                                                        | 13                                                        |
| 1989                                                      | 131                                                       | 24                                                        | 25                                                        |
| 1990                                                      | 92                                                        | 25                                                        | 23                                                        |
| 1991                                                      | 139                                                       | 34                                                        | 27                                                        |
| 1992                                                      | 137                                                       | 33                                                        | 20                                                        |
| 1993                                                      | 145                                                       | 28                                                        | 11                                                        |
| 1994                                                      | 153                                                       | 53                                                        | 43                                                        |
| 1995                                                      | 167                                                       | 39                                                        | 13                                                        |
| 1996                                                      | 194                                                       | 39                                                        | 30                                                        |
| 1997                                                      | 167                                                       | 50                                                        | 22                                                        |
| 1998                                                      | 183                                                       | 40                                                        | 14                                                        |
| 1999                                                      | 148                                                       | 24                                                        | 14                                                        |
| 2000                                                      | 167                                                       | 29                                                        | 19                                                        |
| 2001                                                      | 139                                                       | 29                                                        | 18                                                        |
| 2002                                                      | 182                                                       | 45                                                        | 11                                                        |
| 2003                                                      | 180                                                       | 24                                                        | 18                                                        |
| 2004                                                      | 152                                                       | 27                                                        | 17                                                        |
| 2005                                                      | 177                                                       | 30                                                        | 22                                                        |
| 2006                                                      | 190                                                       | 24                                                        | 13                                                        |
| 2007                                                      | 187                                                       | 18                                                        | 15                                                        |
| 2008                                                      | -                                                         | -                                                         | -                                                         |
| 2009                                                      | 198                                                       | 33                                                        | 9                                                         |
| 2010                                                      | -                                                         | -                                                         | -                                                         |
| 2011                                                      | -                                                         | -                                                         | -                                                         |
| 2012                                                      | 263                                                       | 39                                                        | 22                                                        |
| 2013                                                      | 243                                                       | 61                                                        | 19                                                        |
| 2014                                                      | 206                                                       | 25                                                        | 17                                                        |
| 2015                                                      | 238                                                       | 29                                                        | 30                                                        |
| 2016                                                      | 226                                                       | 25                                                        | 26                                                        |
| 2017                                                      | 274                                                       | 38                                                        | 14                                                        |
| 2018                                                      | 234                                                       | 43                                                        | 23                                                        |
| 2019                                                      | 170                                                       | 27                                                        | 20                                                        |
| 2020                                                      | 119                                                       | 24                                                        | 17                                                        |
| 2021                                                      | -                                                         | -                                                         | -                                                         |
| 2022                                                      | 226                                                       | 71                                                        | 75                                                        |
| 2023                                                      | 267                                                       | 46                                                        | 34                                                        |
| 2024                                                      | 229                                                       | 31                                                        | 35                                                        |

0,0: Ottignies ·
2,1: Céroux-Mousty ·
3,0: Court-Saint-Étienne ·
7,3: Faux ·
8,5: La Roche ·
12,0: Villers-la-Ville ·
13,4: Strichon ·
15,6: Tilly ·
17,5: Marbisoux ·
19,0: Marbais ·
21,1: Ligny ·
24,0: Fleurus ·
26,2: Wangenies ·
28,9: Ransart ·
31,0: Bois-Noël ·
32,1: Lodelinsart ·
33,4: La Planche ·
34,8: Dampremy ·
35: Dampremy-Charbonnage ·
36,0: Marcinelle